# Club Atlético Colón
El Club Atlético Colón de Santa Fe és un club de futbol argentí de la ciutat de Santa Fe.

## Història
El club nasqué el 5 de maig de 1905 al barri de Centenario de la ciutat de Santa Fe. Sempre ha estat un club de futbol, exclusivament. Començà disputant la Liga Santafesina de Futbol (14 cops) i el 1948 ingressà a la Lliga argentina de futbol.
Inicialment es mantingué a la divisió B, i puntualment a la C, fins que el 1965 fou campió del Torneo de Ascenso i pujà a primera. Es mantingué a la màxima divisió fins al 1981. Aquell any baixà a la Nacional B on jugaria els següents 14 anys. El 1995 tornà a la màxima categoria de nou. La seva millor posició fou la segona al campionat Clausura de 1997, classificant-se per la Copa Conmebol, on arribà a semifinals.

## Palmarès

### Torneigs locals
- Liga Santafesina de Foot Ball (4): 1913, 1914, 1916, 1918[1]
- Federación Santafesina (4): 1922, 1923, 1925, 1929[1]
- Liga Santafesina de Fútbol (16): 1937, 1943, 1945, 1946, 1947, 1950, 1951, 1952, 1957, 1958, 1968, 1969, 1995, Apertura 2000, Apertura 2002, Apertura 2004[1]

### Torneigs nacionals
- Primera B Argentina (1): 1965
- Torneo Octogonal: 1995
- Copa de Honor Juan Domingo Perón: 1950[2]

### Torneigs amistosos
- Medalla de Oro (1): 1922
- Copa Albino García (1): 1924
- Copa Internacional Ciudad de Santa Fe (1): 2006
- Copa Ciudad de Monte Hermoso (1): 2007

## Estadi
L'estadi Brigadier General Estanislao López, també conegut com "El Cementerio de los Elefantes", degut a les victòries del club sobre els grans del futbol argentí o com el mateix Santos de Pelé, és la seu del Club Atlético Colón. Té una capacitat per a 32.500 espectadors. Va ser inaugurat el 9 de juliol de 1946 amb un partit entre Colón i Boca Juniors. Fou reinaugurat el 2001.